# Yuu Kashii
Yuu Kashii, pseudonimo di Yūko Kashii (香椎 由宇?, Kashii Yūko) (Kanagawa, 16 febbraio 1987), è un'attrice e modella giapponese.
Ha passato l'infanzia a Singapore e in seguito ha studiato all'Università Mejiro, dove si è laureata in inglese. Nel 2001 iniziò a lavorare come modella per la rivista giapponese per teenager mc Sister. Ha esordito come attrice cinematografica nel 2005, nel lungometraggio Lorelei (ローレライ?, Rōrerai). Lo stesso anno vinse il premio come miglior attrice esordiente ai Fumiko Yamaji Film Award (山路ふみ子映画賞?, Yamaji fumiko eiga-shō) per il suo ruolo nel film Linda Linda Linda.
Nel febbraio 2008 ha sposato l'attore Joe Odagiri, conosciuto sul set di Pavillion sanshōuo (パビリオン山椒魚?).

## Filmografia

### Cinema
- Lorelei (ローレライ?, Rōrerai), regia di Shinji Higuchi (2005)
- Linda Linda Linda, regia di Nobuhiro Yamashita (2005)
- Death Note - Il film, regia di Shūsuke Kaneko (2006)
- Tsurikichi Sanpei, regia di Yōjirō Takita (2009)

### Dorama
- Water Boys (Fuji TV, 2003)
- My Boss, My Hero (NTV, 2006)
- Sexy Voice and Robo (NTV, 2007)
- Meitantei Conan - Kudō Shin'ichi no fukkatsu! - Kuro no soshiki to no confrontation (Yomiuri TV, 2007) - Shiho Miyano
- Yukan Club (NTV, 2007)
- Meitantei no okite (TV Asahi, 2009)
- Nobunaga no chef (TV Asahi, 2013)